# Zesstippelvalkever
De zesstippelvalkever (Cryptocephalus sexpunctatus) is een keversoort uit de familie bladkevers (Chrysomelidae). De wetenschappelijke naam van de soort werd als Chrysomela sexpunctata in 1758 gepubliceerd door Carl Linnaeus.